# جین فورس
جین فورس (انگلیسی: Gene Force؛ زادهٔ ۱۵ ژوئن ۱۹۱۶ در نیو مدیسون، اوهایو، درگذشتهٔ ۲۱ اوت ۱۹۸۳ در بروکلین، میشیگان) رانندهٔ مسابقات اتومبیل‌رانی فرمول یک اهل ایالات متحده آمریکا بود که در فصل‌های ۱۹۵۱ تا ۱۹۵۲، فصل ۱۹۵۷، و از ۱۹۵۹ تا ۱۹۶۰ در مجموع در پنج گراند پری شرکت کرد، اما موفق به کسب هیچ امتیازی نشد.
فورس در ۲۱ اوت ۱۹۸۳ بر اثر حمله قلبی در بروکلین، میشیگان درگذشت.